# Mujinga Kambundji
Mujinga Kambundji, född 17 juni 1992 i Bern, är en schweizisk friidrottare som tävlar i kortdistanslöpning. Hennes syster, Ditaji Kambundji, är också en friidrottare.
Hon har blivit schweizisk mästare utomhus 19 gånger (100 meter 2009, 2011, 2012, 2013, 2014, 2015, 2016, 2017, 2019, 2021, 2022 och 2023 samt 200 meter 2009, 2012, 2013, 2014, 2015, 2017 och 2019) och schweizisk mästare inomhus nio gånger (60 meter 2014, 2015, 2016, 2017, 2018, 2019, 2022 och 2023 samt 200 meter 2011).

## Karriär
Kambundji tävlade för Schweiz vid olympiska sommarspelen 2012 i London, där hon var en del av stafettlaget som blev utslagna i försöksheatet på 4×100 meter.
Vid olympiska sommarspelen 2016 i Rio de Janeiro blev Kambundji utslagen i semifinalen på både 100 och 200 meter. Vid olympiska sommarspelen 2020 i Tokyo tog Kambundji sig till final på både 100 och 200 meter och slutade på 6:e respektive 7:e plats. Hon var även en del av Schweiz stafettlag som slutade på 4:e plats på 4×100 meter stafett.
I mars 2022 vid inomhus-VM i Belgrad tog Kambundji guld på 60 meter med ett nytt personbästa samt världsårsbästa på 6,96 sekunder. I augusti 2022 vid EM i München tog hon silver på 100 meter och var endast fem tusendelar bakom guldmedaljören Gina Lückenkemper. Hon tog dock guld på 200 meter efter ett lopp på 22,32 sekunder.
I mars 2023 tog Kambundji guld på 60 meter vid inomhus-EM i Istanbul och tangerade mästerskapsrekordet efter ett lopp på 7,00 sekunder.

## Personliga rekord
| Utomhus - 100 meter – 10,89 s (Zürich, 24 juni 2022) 0NR0 - 200 meter – 22,05 s (Eugene, 19 juli 2022) 0NR0 | Inomhus - 60 meter – 6,96 s (Belgrad, 18 mars 2022) 0NR0 - 200 meter – 23,96 s (Magglingen, 16 februari 2014) |